# 9950 ESA
A 9950 ESA (ideiglenes jelöléssel 1990 VB) egy földközeli kisbolygó. Christian Pollas fedezte fel 1990. november 8-án.